# Prix Runeberg
Pour les articles homonymes, voir Runeberg.
Le prix Runeberg (en finnois : Runeberg-palkinto, en suédois : Runebergspriset) est un prix de littérature finlandaise créé en 1987. 

## Présentation
Le Prix tient son nom du poète national finlandais Johan Ludvig Runeberg (1804-1877) et est décerné chaque année le 5 février, jour de son anniversaire.  
Le Prix est décerné à un écrivain finlandais pour une œuvre écrite en langue finnoise ou suédoise. Le prix Runeberg s'élève à 10 000 euros.
Le prix est géré par la ville de Porvoo, avec le journal Uusimaa, l'Union des écrivains finlandais (Suomen Kirjailijaliitto), l'Association des critiques finlandais (Suomen arvostelijain awarded liitto) et l'Association des écrivains finlandais de langue suédoise (Finlands Svenska författareförening).

## Prix Runeberg décernés
| Année | Auteur                     | Titre                                                  |
| ----- | -------------------------- | ------------------------------------------------------ |
| 1987  | Kari Aronpuro              | Kirjaimet tulevat                                      |
| 1988  | Sinikka Tirkkonen          | Luvaton elämä                                          |
| 1989  | Timo Pusa                  | Tatuoitu sydän                                         |
| 1990  | Eeva Kilpi                 | Talvisodan aika                                        |
| 1991  | Aulikki Oksanen            | Henkivartija                                           |
| 1992  | Lars Sund                  | Colorado Avenue                                        |
| 1993  | Raija Siekkinen            | Metallin maku                                          |
| 1994  | Paavo Rintala              | Aika ja uni                                            |
| 1995  | Monika Fagerholm           | Underbara kvinnor vid vatten (Ihanat naiset rannalla)  |
| 1996  | Agneta Ara                 | Huset med de glömda dörrarna (Unohdettujen ovien talo) |
| 1997  | Hannu Aho                  | Kello 4.17                                             |
| 1998  | Ulla-Lena Lundberg         | Regn (Sade)                                            |
| 1999  | Mari Mörö                  | Kiltin yön lahjat                                      |
| 2000  | Tuula-Liina Varis          | Maan päällä paikka yksi on                             |
| 2001  | Juha Seppälä               | Suuret kertomukset                                     |
| 2002  | Risto Ahti                 | Vain tahallaan voi rakastaa                            |
| 2003  | Ranya ElRamly              | Auringon asema                                         |
| 2004  | Rakel Liehu                | Helene                                                 |
| 2005  | Zinaida Lindén             | I väntan på en jordbävning (Ennen maanjäristystä)      |
| 2006  | Riitta Jalonen             | Kuvittele itsellesi mies                               |
| 2007  | Sanna Ravi                 | Ansari                                                 |
| 2008  | Hannele Mikaela Taivassalo | Fem knivar hade Andrej Krapl                           |
| 2009  | Sofi Oksanen               | Puhdistus                                              |
| 2010  | Kari Hotakainen            | Ihmisen osa                                            |
| 2011  | Tiina Raevaara             | En tunne sinua vierelläni                              |
| 2012  | Katja Kettu                | Kätilö (La Sage-femme)                                 |
| 2013  | Olli-Pekka Tennilä         | Yksinkeltainen on kaksinkeltaista                      |
| 2014  | Hannu Raittila             | Terminaali                                             |
| 2015  | Joni Skiftesvik            | Valkoinen Toyota vei vaimoni.                          |
| 2016  | Tapio Koivukari            | Unissasaarnaaja                                        |
| 2017  | Peter Sandström            | Laudatur                                               |
| 2018  | Marjo Niemi                | Kaikkien menetysten äiti                               |
| 2019  | Heikki Kännö               | Sömnö                                                  |
| 2020  | Ralf Andtbacka             | Potsdamer Platz. En dikt                               |
| 2021  | Marisha Rasi-Koskinen      | Rec                                                    |
| 2022  | Quynh Tran                 | Skugga och svalka                                      |
| 2023  | Marja Kyllönen             | Vainajaiset                                            |
| 2024  | Peter Mickwitz             | Misslyckad i en uggla                                  |